# Olav Midttun

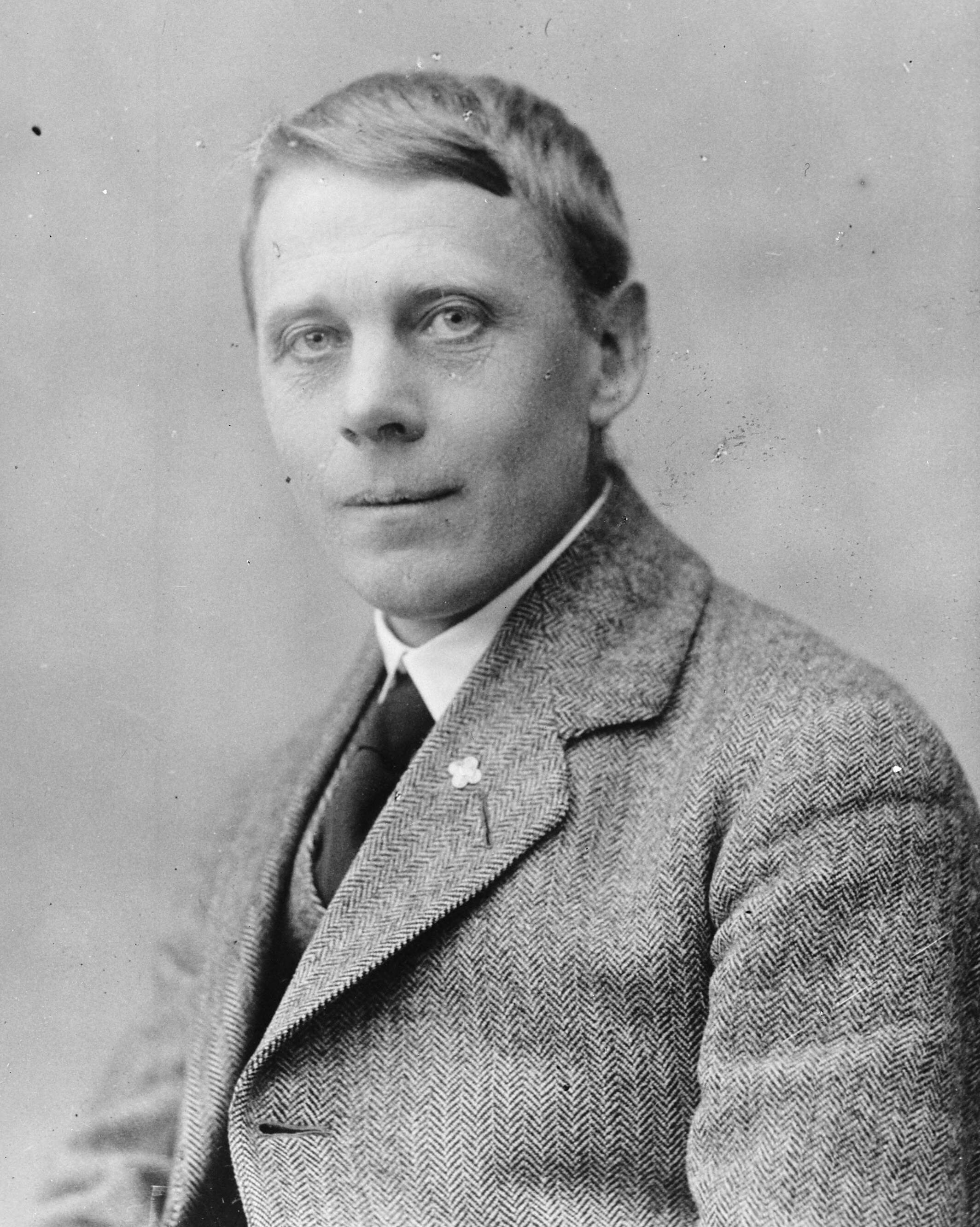
Olav Midttun

Olav Midttun, född 8 april 1883 i Mauranger, Kvinnherad, död 5 januari 1972 i Bærum, var en norsk filolog. 
Midttun avlade 1910 språklig-historisk ämbetsexamen och blev 1917 docent i landsmål vid Kristiania universitet. Han ledde utgivningen av Aasmund Olavsson Vinjes "Skrifter i samling" (fem band, 1916–21) och redigerade Vinjes skrifter till bruk för gymnasiet (1915). 
Åren 1908–60 var Midttun redaktör för tidskriften "Syn og Segn". Han deltog ivrigt i målrörelsen och ungdomsarbetet (han var 1919–26 ordförande i Noregs Ungdomslag) och tilldelades Melsom-priset 1961.
Midttun blev den 1 januari 1934 den förste riksprogramchefen i Norsk Rikskringkasting (NRK). Han avskedades den 28 september 1940 från denna tjänst av Nasjonal Samling. Han återinsattes efter Norges befrielse 1945, men avgick 1947.